# Дворец парламента Бретани
Дворец парламента Бретани (фр. Palais du parlement de Bretagne) — здание в Ренне в стиле французского маньеризма, выстроенное для парламента Бретани в 1613—1655 гг., один из символов Ренна.

## История здания
Дворец построен по проекту Жермена Готье, радикально переработанному Саломоном де Броссом, автором Люксембургского дворца в Париже. Отделка помещений закончилась лишь к 1709 году.
С 1804 года в здании бывшего парламента (упразднённого в 1790 г.) заседает Апелляционный суд Ренна.
Впоследствии дворец неоднократно перестраивался; так, при Луи-Филиппе I была разобрана одна из стен, чтобы в суд могли въезжать полицейские фургоны с преступниками.
В 1883 году здание суда после реставрации было объявлено национальным достоянием.
5 февраля 1994 года дворец пострадал от катастрофического пожара. Во время демонстрации бретонских рыбаков, переросшей в столкновения с полицией с драками и разбиванием стёкол, была выпущена сигнальная ракета, от которой загорелась крыша Парламента. Из-за манифестации, продолжавшейся ночью, пожарные не сразу смогли приблизиться к зданию. Несмотря на то, что крыша рухнула, часть гобеленов и произведений искусства, украшавших интерьер дворца, удалось спасти. Реставрация заняла 5 лет и обошлась в 35 (по другим данным — 54) миллионов евро.

## Архитектурное оформление
Во внешнем и внутреннем оформлении дворца основную роль играют две темы — могущества права и союза Франции и Бретани.
Крыша увенчана позолоченными аллегорическими фигурами Силы, Закона, Красноречия и Правосудия. Балюстрада украшена чередующимися гербами Бретани (горностай) и Франции (флёр-де-лис). До пожара 1994 года несущие конструкции были деревянными, после реставрации их сделали металлическими.
Главная лестница ведёт на второй этаж («этаж знати», по западноевропейскому счёту — первый), первый этаж в старое время служил тюрьмой, он не украшен, имеет вход только со внутреннего двора.
Среди помещений суда, реставрированных после катастрофического пожара — обширные судебные кулуары, шестиугольная Большая палата, залы Совета Большой палаты, Апелляционного суда, суда присяжных. Во всех этих залах потолки богато украшены аллегорическими картинами и гербами, на стенах многих залов — гобелены.
По парламенту Бретани устраиваются туристические экскурсии. В 2003 году его посетили 30 тысяч человек.